# Sabbione
Sabbione o Villa Sabbione (Sabiòun in dialetto reggiano) è una frazione rurale del comune di Reggio Emilia posta a 11 km dal centro della città, nella zona sud-est del territorio comunale. È situata al confine con il comune di Scandiano.

## Monumenti e luoghi d'interesse
La chiesa parrocchiale, dedicata ai santi Sigismondo re e martire e san Genesio martire, conserva un piccolo organo secentesco, strumento tra i più antichi di tutta la diocesi di Reggio Emilia-Guastalla.

## Storia
Le prime notizie del centro abitato risalgono all'anno 848 D.C. Il toponimo deriva probabilmente dalla presenza abbondante di sabbia e ghiaia dal vecchio alveo del torrente Tresinaro, che ora scorre più ad Est causa una deviazione artificiale realizzata attorno al quattordicesimo secolo.